# 波羅的 (康乃狄克州)
波羅的（英語：Baltic）是位於美國康乃狄克州新倫敦縣的一個人口普查指定地區。

## 地理
波羅的的座標為41°37′02″N 72°05′06″W / 41.61722°N 72.08500°W，而該地最高點為海拔高度28米（即92英尺）。

## 人口
根據2010年美國人口普查的數據，波羅的的面積為0.49平方千米，當中陸地面積為0.49平方千米，而水域面積為0.00平方千米。當地共有人口1250人，而人口密度為每平方千米2,551人。